# 泰陶半島
泰陶半島是智利南部的半島，位於伊瓦涅斯將軍艾森大區，是納斯卡板塊、南極洲板塊和南美洲板塊的聚合處，長124公里、寬115公里，每年平均降雨量3,500至5,000毫米。
46°30′S 74°25′W / 46.500°S 74.417°W